# Augustine Kasujja
Augustine Kasujja (ur. 26 kwietnia 1946 w Mitala-Maria w Ugandzie) – duchowny katolicki, arcybiskup, nuncjusz apostolski.

## Życiorys
6 stycznia 1973 otrzymał święcenia kapłańskie z rąk papieża Pawła VI i został inkardynowany do diecezji Masaka. W 1975 rozpoczął przygotowanie do służby dyplomatycznej na Papieskiej Akademii Kościelnej.
26 maja 1998 został mianowany przez Jana Pawła II nuncjuszem apostolskim w Algierii i Tunezji oraz arcybiskupem tytularnym Caesarea in Numidia. Sakry biskupiej 22 sierpnia 1998 udzielił mu kard. Emmanuel Wamala.
Następnie w 2004 został przedstawicielem Watykanu w Madagaskarze, będąc akredytowanym również na Mauritiusie, Seszelach i Komorach.
2 lutego 2010 został przeniesiony do nuncjatury w Nigerii.
12 października 2016 został mianowany nuncjuszem apostolskim w Belgii. 7 grudnia 2016 został jednocześnie akredytowany w Luksemburgu.
31 sierpnia 2021 przeszedł na emeryturę.